# Lamarche-sur-Saône
Lamarche-sur-Saône település Franciaországban, Côte-d’Or megyében. Lakosainak száma 1375 fő (2022. január 1.). Lamarche-sur-Saône Saint-Léger-Triey, Poncey-lès-Athée, Pontailler-sur-Saône, Tellecey, Vielverge, Vonges, Chambeire, Cirey-lès-Pontailler, Flammerans, Longchamp, Magny-Montarlot és Collonges-et-Premières községekkel határos.

## Népesség
A település népességének változása:
| Lakosok száma | 1206 | 1256 | 1223 | 1202 | 1307 | 1320 | 1341 | 1350 | 1359 | 1375 |
|               | 1968 | 1982 | 1990 | 2006 | 2013 | 2015 | 2017 | 2019 | 2020 | 2022 |